# Antonio Imbasciati
Antonio Imbasciati (Pisa, 9 maggio 1936) è uno psicoanalista, psicoterapeuta e sessuologo italiano, professore emerito di psicologia clinica della Facoltà di medicina e chirurgia dell'Università degli Studi di Brescia.

## Biografia
È Professore Emerito dell'Università degli Studi di Brescia ed è membro ordinario e didatta della SPI, Società Psicoanalitica Italiana, nonché dell'altra nota sigla psicoanalitica, l'IPA - International Psychoanalytical Association. Affianca all'attività didattica quella di ricerca.
È autore o coautore di 384 pubblicazioni, di cui 72 volumi. Le tematiche principali riguardano le origini e il funzionamento della mente (il protomentale), la sessuologia, le psicoterapie, la formazione dei medici e di tutti gli altri operatori della salute.

## Opere
- La donna e la bambina: psicoanalisi della femminilità, Milano, Franco Angeli, 1966
- Psicopatologia di adolescenti in disadattamento scolastico, Milano, Vita e pensiero, 1968
- Elementi di psicologia dinamica, Milano, Vita e Pensiero, 1970
- Eros e logos: amore, sessualità e cultura nello sviluppo dello spirito umano, Brescia, La Scuola, 1978; traduzione spagnola: Eros y logos: amor, sexualidad y cultura en el desarrollo del espíritu humano, Barcelona, Editorial Herder, 1981.
- Principi introduttivi alla psicoanalisi, Milano, F. Angeli, 1978
- Freud o Klein? La femminilità nella letteratura psicoanalitica postfreudiana, Roma, Armando, 1983
- Istituzioni di psicologia: oggetto, metodi, teorie, discipline, campi di ricerca e di applicazione, 2 voll., Torino, UTET, 1986
- Constructing a mind: a new base for psychoanalytic theory, London-New York, Routledge, 2006.
- La consapevolezza: un'esperienza per la psicoanalisi, Roma, Borla, 1989
- Affetto e rappresentazione: per una psicoanalisi dei processi cognitivi, Milano, F. Angeli, 1991; traduzione portoghese: Afeto e representação : para uma psicanálise dos processos cognitivos, São Paulo, Editora 34, 1998
- Fondamenti psicoanalitici della psicologia clinica: teorie che cambiano, scoperte che restano: lineamenti di un manuale, Torino, UTET, 1994
- Nascita e costruzione della mente: la teoria del protomentale, Torino, UTET, 1998; traduzione spagnola: Nacimiento y construcción de la mente: cognitivismo psicoanalítico, Argentina, Lumen, 2004
- Psicoanalisi e cognitivismo: una nuova teoria sulle origini e il funzionamento della mente, Roma, Armando, 2005
- La sessualità e la teoria energetico-pulsionale: Freud e le conclusioni sbagliate di un percorso geniale, Milano, F. Angeli, 2005
- La mente medica: che significa "umanizzazione della medicina"?, Milano, Springer, 2008
- Perché la sessualità?, Padova, Piccin, 2010
- Dalla Strega di Freud alla nuova metapsicologia: come funziona la mente, Milano, F. Angeli, 2013
- Il tormento di Adriano: adolescenza di una psicopatologia, Romanzo psicoanalitico, Napoli, Liguori, 2013
- Psicoanalisi, ideologia, epistemologia, Imbasciati A., Longhin L., Roma, Aracne, 2014
- Neuroscienze e teoria psicoanalitica, Imbasciati A., Cena L., Milano, Springer, 2014
- Nuove teorie sul funzionamento della mente: l’Istituzione Psicoanalitica e gli psicoanalisti, Milano, Franco Angeli, 2015
- Psicologia Clinica Perinatale per le professioni sanitarie e psicosociali: 1, Neonato e radici della salute mentale, Imbasciati A., Cena L., Milano, Franco Angeli, 2015
- Psicologia Clinica Perinatale per le professioni sanitarie e psicosociali: 2, Genitorialità e origini della mente del bambino, Imbasciati A., Cena L., Milano, Franco Angeli, 2015
- Quindici brevi lezioni di Psicologia Integrata, Roma, Alpes, 2016
- Mindbrain Psychoanalytic Institutions and psychoanalysts, London, Karnac, 2017
- Psicologia Clinica Perinatale: 3, Psicoanalisi e neuroscienze per la prima infanzia, Imbasciati A., Cena L., Milano, Franco Angeli 2017
- Sei seminari di Psicoanalisi Integrata, Roma, Alpes, 2018
- Il futuro dei primi mille giorni di vita (IV volume Psicologia Clinica Perinatale), Imbasciati A., Cena L., Franco Angeli, Milano, 2018
- Una vita “con” la psicoanalisi: la costruzione del cervello e il futuro dell’umanità, Milano, Mimesis, 2019
- Bodybrainmind, Milano, Mimesis, 2020
- Psicologia Clinica Perinatale baby centered, Imbasciati A., Cena L., Milano, Franco Angeli, 2020
- Un bimbo, un nonno e uno psicoanalista. Storia di figli, nipoti, parenti. Milano, Mimesis, 2021
- Coscienza, Inconscio, Memoria. Cinque saggi tra psicoanalisi e neuroscienze. Milano, Mimesis, 2022